# Родионов, Виктор Константинович
Виктор Константинович Родионов (25 марта 1948 — 23 июля 2010, Смоленск) — советский и российский футбольный тренер.

## Биография

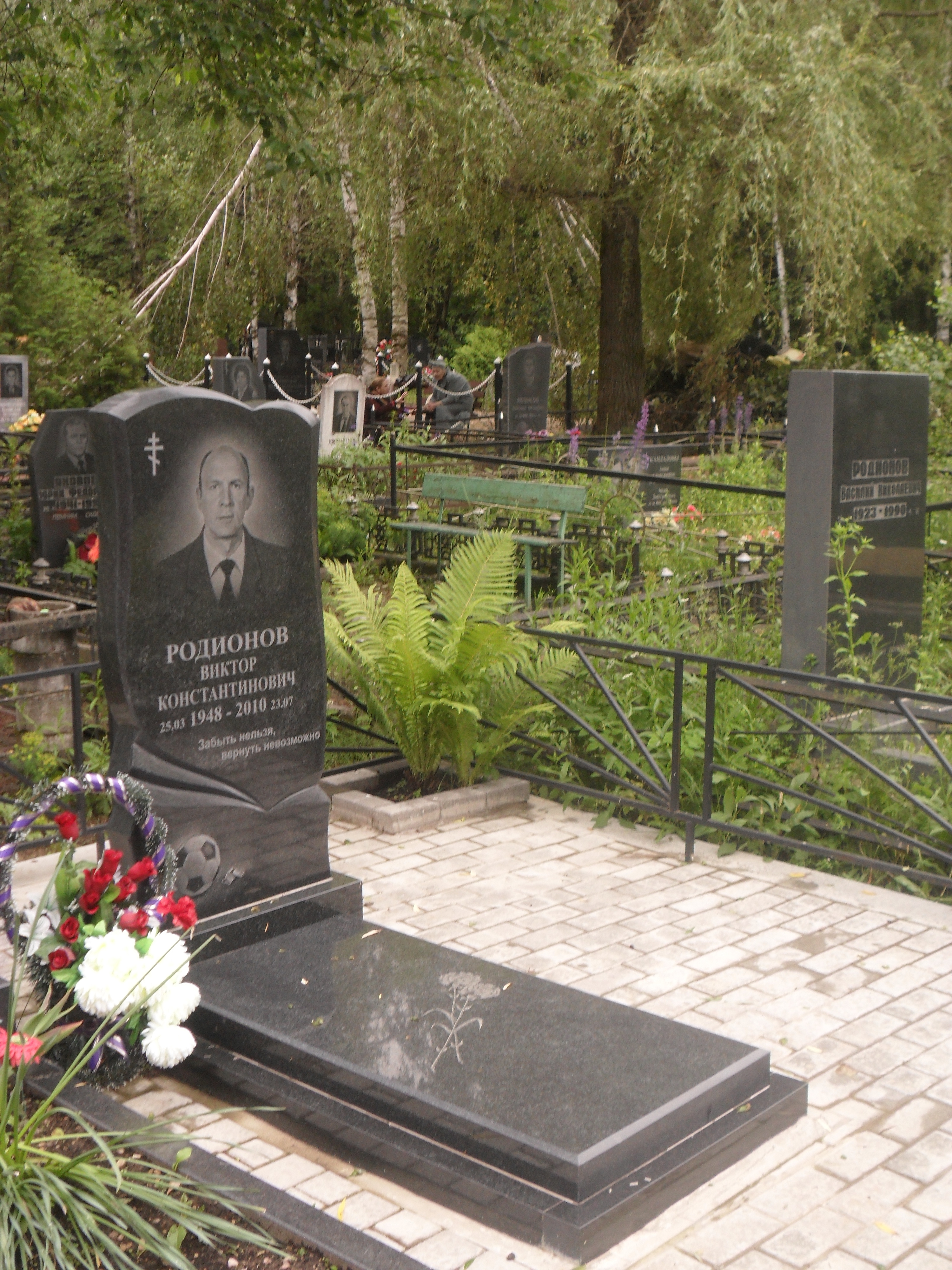
Могила Виктора Родионова на Новом кладбище в Смоленске

Заниматься футболом начал в группе подготовки команды «Спартак» Смоленск. Выпускник Смоленского государственного института физической культуры, где позже работал на кафедре футбола. Работал футбольным арбитром на матчах областных и республиканских соревнований.
В 1984 году возглавил дублирующий состав смоленской «Искры», который в том году стал победителем первенства первой лиги. До июля 1985 года был главным тренером «Искры» и привёл команду к самому большому успеха в истории — полуфиналу Кубка СССР. Работал тренером в «Кристалле» Смоленск (1995—1999, 2001—2003), главным тренером «Спартака-Орехово» (2000), тренером в «Авангарде» Курск (2004—2006). в 2008 году — начальник команды «Знамя Труда». С 2009 года курировал детские и юношеские команды в смоленском «Днепре».
Скончался 23 июля 2010 года от воспаления лёгких.